# Fortunato Rocchi
Fortunato Rocchi (Prato, 14 marzo 1822 – Prato, 9 aprile 1909) è stato un pittore e architetto italiano.

## Biografia
Nel 1870 contribuì alla decorazione in "stile neorinascimentale" della sala consiliare di Palazzo Pretorio a Prato. In un'esposizione del 1882 a Prato, e successivamente a Firenze, espose Veduta della collina nella Valle del Bisenzio, Autunno e Paese presso Prato. Incoraggiato dal successo di questi dipinti, l'anno successivo inviò sei dipinti, tre all'Esposizione di Torino e tre all'Esposizione di Firenze. A Torino espose Il Mulino delle Mogne (Castiglion de' Pepoli), Via Erbosa presso Filettole e Paesaggio; a Firenze, Via erbosa presso Prato, Una bella giornata d'inverno e un altro dipinto. Alla Mostra di Belle Arti del 1889 a Firenze inviò Veduta sull'argine del Bisenzio e una tavola dipinta a olio raffigurante Veduta sul fiume Bisenzio.
Prestò servizio come architetto nei restauri e nella ricostruzione dell'esterno di una delle mura della Basilica di Santa Maria delle Carceri a Prato. Insegnò anche Disegno presso il locale Collegio Cicognini e l'Orfanotrofio Magnolfi.